# Anghel Iordănescu
Anghel Iordănescu (* 4. května 1950, Bukurešť, Rumunsko) je bývalý rumunský fotbalový útočník a reprezentant a pozdější fotbalový trenér. Je také bývalým rumunským senátorem.
 Většinu své hráčské kariéry strávil v klubu FC Steaua București, kde nasbíral celou řadu titulů, mj. v PMEZ 1985/86. Mimo Rumunsko působil v řeckém klubu OFI Kréta.

## Klubová kariéra
- FC Steaua București 1962–1968 (mládežnické týmy)
- FC Steaua București 1968–1982
- OFI Kréta 1982–1984
- FC Steaua București 1985–1986

## Reprezentační kariéra
Reprezentoval Rumunsko.
V A-mužstvu debutoval oficiálně 22. 9. 1971 v kvalifikačním zápase v Helsinkách proti týmu Finska (výhra 4:0). Celkem odehrál v letech 1971–1981 za rumunský národní tým 57 zápasů a vstřelil 21 gólů (s olympijskou kvalifikací to bylo 64 zápasů a 26 gólů).
Nezúčastnil se žádného velkého fotbalového šampionátu (mistrovství světa nebo Evropy).

## Trenérská kariéra
Rumunský národní tým vedl na EURU 2016 ve Francii, kam Rumunsko postoupilo ze druhého místa kvalifikační skupiny F.